# Indemagliabilità
L'indemagliabilità è generalmente una caratteristica dei tessuti, eseguiti su telai per la maglieria in catena, che non permettono ai fili utilizzati, a seguito di una rottura, di perdere la maglia (smagliarsi) con la conseguenza del disfacimento del tessuto. I tessuti eseguiti all'uncinetto per esempio sono considerati indemagliabili, in quanto ogni maglia è in realtà un nodo. Un esempio sono le reti da pesca che se visti come tessuti hanno all'incrocio dei fili un nodo che le rende indemagliabili. 
Nell'industria tessile i telai per la maglieria in catena che eseguono una particolare armatura chiamata in gergo charmeuse rappresentano l'esempio più usato di tessuto indemagliabile per le più svariate applicazioni che vanno dall'abbigliamento intimo a quello sportivo specialmente elasticizzato.